# Laurent Depoitre
Laurent Depoitre (Tournai, 7 de diciembre de 1988) es un futbolista belga que juega en la demarcación de delantero y se encuentra sin equipo tras abandonar el K. A. A. Gante.

## Selección nacional
Debutó con la selección de fútbol de Bélgica el 10 de octubre de 2015 en un partido de clasificación para la Eurocopa 2016 contra Andorra que finalizó con un resultado de 1-4 a favor del combinado belga tras el gol de Ildefonso Lima por parte de Andorra, y de Eden Hazard, Kevin De Bruyne, Radja Nainggolan y del propio Depoitre para el conjunto de Bélgica.

### Goles internacionales
| # | Fecha                 | Estadio                                     | Oponente | Gol | Resultado | Competición                         |
| - | --------------------- | ------------------------------------------- | -------- | --- | --------- | ----------------------------------- |
| 1 | 10 de octubre de 2015 | Estadio Nacional, Andorra la Vieja, Andorra | Andorra  | 1-4 | 1-4       | Clasificación para la Eurocopa 2016 |

## Clubes
Estadísticas actualizadas al 25 de mayo de 2024.
| Club                                  | Temporada     | Div.          | Liga  | Liga  | Copa1 | Copa1 | Europa2 | Europa2 | Total | Total |
| Club                                  | Temporada     | Div.          | Part. | Goles | Part. | Goles | Part.   | Goles   | Part. | Goles |
| ------------------------------------- | ------------- | ------------- | ----- | ----- | ----- | ----- | ------- | ------- | ----- | ----- |
| S. C. Eendracht Aalst · Bélgica       | 2010-11       | 3.ª           | 14    | 8     | 2     | 1     | —       | —       | 16    | 9     |
| S. C. Eendracht Aalst · Bélgica       | 2011-12       | 2.ª           | 33    | 8     | —     | —     | —       | —       | 33    | 8     |
| S. C. Eendracht Aalst · Bélgica       | Total club    | Total club    | 47    | 16    | 2     | 1     | —       | —       | 49    | 17    |
| K. V. Oostende · Bélgica              | 2012-13       | 2.ª           | 34    | 14    | 5     | 2     | —       | —       | 39    | 16    |
| K. V. Oostende · Bélgica              | 2013-14       | 1.ª           | 31    | 7     | 6     | 3     | —       | —       | 37    | 10    |
| K. V. Oostende · Bélgica              | Total club    | Total club    | 65    | 21    | 11    | 5     | —       | —       | 76    | 26    |
| K. A. A. Gante · Bélgica              | 2014-15       | 1.ª           | 35    | 13    | 5     | 1     | —       | —       | 40    | 14    |
| K. A. A. Gante · Bélgica              | 2015-16       | 1.ª           | 35    | 14    | 5     | 1     | 7       | 1       | 47    | 16    |
| K. A. A. Gante · Bélgica              | 2016-17       | 1.ª           | 2     | 0     | —     | —     | 1       | 1       | 3     | 1     |
| F. C. Porto Portugal                  | 2016-17       | 1.ª           | 7     | 1     | 5     | 1     | 1       | 0       | 13    | 2     |
| F. C. Porto Portugal                  | Total club    | Total club    | 7     | 1     | 5     | 1     | 1       | 0       | 13    | 2     |
| Huddersfield Town A. F. C. Inglaterra | 2017-18       | 1.ª           | 33    | 6     | 2     | 0     | —       | —       | 35    | 6     |
| Huddersfield Town A. F. C. Inglaterra | 2018-19       | 1.ª           | 23    | 0     | 2     | 0     | —       | —       | 25    | 0     |
| Huddersfield Town A. F. C. Inglaterra | Total club    | Total club    | 56    | 6     | 4     | 0     | —       | —       | 60    | 6     |
| K. A. A. Gante · Bélgica              | 2019-20       | 1.ª           | 22    | 8     | 1     | 0     | 12      | 7       | 35    | 15    |
| K. A. A. Gante · Bélgica              | 2020-21       | 1.ª           | 23    | 2     | 1     | 0     | 4       | 0       | 28    | 2     |
| K. A. A. Gante · Bélgica              | 2021-22       | 1.ª           | 25    | 10    | 4     | 1     | 13      | 1       | 42    | 12    |
| K. A. A. Gante · Bélgica              | 2022-23       | 1.ª           | 28    | 5     | 3     | 1     | 13      | 1       | 44    | 7     |
| K. A. A. Gante · Bélgica              | 2023-24       | 1.ª           | 12    | 3     | 0     | 0     | 2       | 0       | 14    | 3     |
| K. A. A. Gante · Bélgica              | Total club    | Total club    | 182   | 55    | 19    | 4     | 52      | 11      | 253   | 70    |
| Total carrera                         | Total carrera | Total carrera | 357   | 99    | 41    | 11    | 53      | 11      | 451   | 121   |

- 1 Incluye partidos de la Copa de la Liga de Portugal, de la Copa de la Liga de Inglaterra y de la Supercopa de Bélgica.
- 2 Incluye partidos de la Liga de Campeones de la UEFA y Liga Europa de la UEFA.

## Palmarés

### Campeonatos nacionales
| Título                      | Club               | País    | Año  |
| --------------------------- | ------------------ | ------- | ---- |
| Tercera División de Bélgica | SC Eendracht Aalst | Bélgica | 2011 |
| Segunda División de Bélgica | K. V. Oostende     | Bélgica | 2013 |
| Primera División de Bélgica | K. A. A. Gante     | Bélgica | 2015 |
| Supercopa de Bélgica        | K. A. A. Gante     | Bélgica | 2015 |
| Copa de Bélgica             | K. A. A. Gante     | Bélgica | 2022 |